# Diplazium condorense
Diplazium condorense är en majbräkenväxtart som beskrevs av José Fernando Pacheco och Alan Reid Smith.
Diplazium condorense ingår i släktet Diplazium och familjen Athyriaceae. Inga underarter finns listade i Catalogue of Life.